# Inocencio Berruguete
Pour les articles homonymes, voir Berruguete.
Inocencio Berruguete est un sculpteur espagnol de la Renaissance, né à Paredes de Nava vers 1520, et mort vers 1575.
Il appartient à la famille d'artistes espagnols, les Berruguete, avec son grand-père, Pedro Berruguete, et son oncle d'Alonso Berruguete. Il est le beau-frère d'Esteban Jordán.

## Biographie
Il s'est formé dans l'atelier de son oncle Alonso Berruguete. Il lui a enseigné l'art de la sculpture et l'a aidé comme sculpteur et en tant que parent.
Il a participé à la réalisation des stalles du chœur de la cathédrale de Tolède.
Il a travaillé avec son beau-frère Esteban Jordán ainsi qu'avec Juan de Juni qui l'a aussi influencé.

## Œuvres
Il a dû travailler sur le tombeau des fondateurs du couvent de la Madre de Dio de Valladolid des religieurses dominicaines, Don Pedro González de León et son épouse, Doña María Coronel, d'après les pièces d'un procès, daté de 1553, dans esquelles il déclare être sculpteur et avoir 24 ans,.
En 1551, il s'engage avec Juan de Juni de la réalisation du retable de la chapelle de doña Francisca Villafaña pour l'église San Benito de Valladolid dont il ne reste que quatre statues.
Une de ses œuvres les plus importantes est le nouveau retable de l'église de Santa Eulalia de Paredes de Nava pour remplacer le premier retable de style gothique.Il a été réalisé avec son oncle et son beau-frère.
Une de ses sculptures les plus belles de cet artiste est le groupe de l'Assomption, en albâtre, qui appartenait à l'ancien retable du monastère de la Santa Espina (Valladolid) et qui se trouve actuellement dans l'église de San Cipriano à San Cebrián de Mazote (province de Valladolid).
Il a aussi réalisé le retable de l'église del Salvador de Simancas (province de Valladolid), en 1562, en collaboration avec Juan Bautista Beltrán qui l'a terminé.

### Biographie
- José Martí y Monzó, Estudios Histórico-Artísticos relativos principalmente a Valladolid basados en la investigación de diversos archivos, p. 109, 133, 171, 172, 173-199, 697, Valladolid, Madrid, 1898-1901 (lire en ligne)
- José Camón Aznar, La escultura y la rejería españolas del siglo XVI, Summa Artis, Historia general del arte, Vol. XVIII, Espasa Calpe, Madrid 1961.
- Margarita Estella, La escultura castellana del siglo XVI, Cuadernos de Arte Español, Edita Grupo 16  (ISBN 84-7679-199-2)
- Manuel Zarzuelo Villaverde, Paredes de Nava. Museo Parroquial Santa Eulalia, Edilesa, 1992  (ISBN 84-8012-029-0)
- José Martí y Monsó, Estudios histórico-artísticos relativos principalmente a Valladolid. Basados en la investigación de diversos archivos. Primera edición 1892-1901. Segunda edición facsímilé, Editorial Ámbito S.A., Valladolid, 1992  (ISBN 84-86770-74-2)
- Ramón Revilla Vielva, Los Berruguete, obras suyas,  p. 1-15 (lire en ligne)
- Notices d'autorité :   - VIAF